# 完颜禀
完颜禀（?—?），本名胡里改，也作胡离改。女真族，姓完颜。金朝将领，金熙宗时尚书左丞。
金熙宗皇统八年（1148年）九月丙申，尚书左丞唐括辩罢职，金熙宗以左宣徽使完颜禀为尚书左丞。十一月乙未，左丞相完颜宗贤、尚书左丞完颜禀等上言，请专用女真人为州郡长官。金熙宗说：“四海之内，都是朕的臣子，如果分别对待，岂能达到统一。谚语不是说，‘疑人勿使，使人勿疑’。从此女真人及各族人，一律量才通用。”皇统九年（1149年）二月甲寅，会宁牧唐括辩再次担任为尚书左丞，尚书左丞完颜禀为行台平章政事。不久转任尚书右丞。完颜亮杀熙宗自立，十二月丙寅，以燕京路都转运使刘麟为参知政事。十二月癸酉，太傅、领三省事萧仲恭，尚书右丞完颜禀被罢免。